# Hrabstwo Calhoun (Teksas)

Piramida wieku hrabstwa

Hrabstwo Calhoun – hrabstwo położone w USA, w południowej części stanu Teksas, na wybrzeżu Zatoki Meksykańskiej. Siedzibą hrabstwa jest miasteczko Port Lavaca, w którym żyje ponad połowa mieszkańców hrabstwa. Do hrabstwa należy Wyspa Matagorda.
Hrabstwo utworzono w 1846 r. poprzez wydzielenie terytorium z hrabstw Jackson i Victoria.

## Geografia
Hrabstwo zajmuje powierzchnię 2680 km², z czego 1360 km² (51%) to obszary zalane przez wodę, w tym rozległe zatoki (Lavaca, Matagorda, Espiritu Santo, San Antonio Bay). Wyspa Matagorda pełni funkcję bariery przybrzeżnej i jest obszarem chronionym.

### Miasta
- Point Comfort
- Port Lavaca
- Seadrift

### CDP
- Port O’Connor

### Sąsiednie hrabstwa
- Hrabstwo Jackson (północ)
- Hrabstwo Matagorda (wschód)
- Hrabstwo Aransas (południowy zachód)
- Hrabstwo Refugio (zachód)
- Hrabstwo Victoria (północny zachód)

## Gospodarka
Gospodarka hrabstwa Calhoun jest silnie zorientowana na przemysł wytwórczy, który stanowi największy pojedynczy sektor zatrudnienia. Obejmuje on duże zakłady chemiczne i aluminiowe. Region jest również liderem w akwakulturze, zajmując 2. miejsce w Teksasie w produkcji owoców morza (głównie krewetek i ostryg). Ważne sektory to także wydobycie gazu ziemnego i ropy naftowej, budownictwo oraz rolnictwo, z uprawami bawełny, kukurydzy, sorgo i soi.

## Demografia
- Latynosi – 49,7%
- biali nielatynoscy – 41,7%
- Azjaci – 5,1%
- czarni lub Afroamerykanie – 3,1%
- rdzenni Amerykanie – 1,1%[6].

## Religia
Członkostwo w 2020 roku:
- protestanci – ok. 40% (gł. baptyści – 25,3%, metodyści – 5% i zielonoświątkowcy – ponad 3%)
- katolicy – 26,6%
- buddyści – 3,3%
- mormoni – 1,6%
- świadkowie Jehowy – 1,5%.